# Axlemossen
Axlemossen är en sjö i Änggårdsbergen i Göteborgs kommun i Västergötland och ingår i Kungsbackaån-Göta älvs kustområde.

## Bilder

Axlemossen
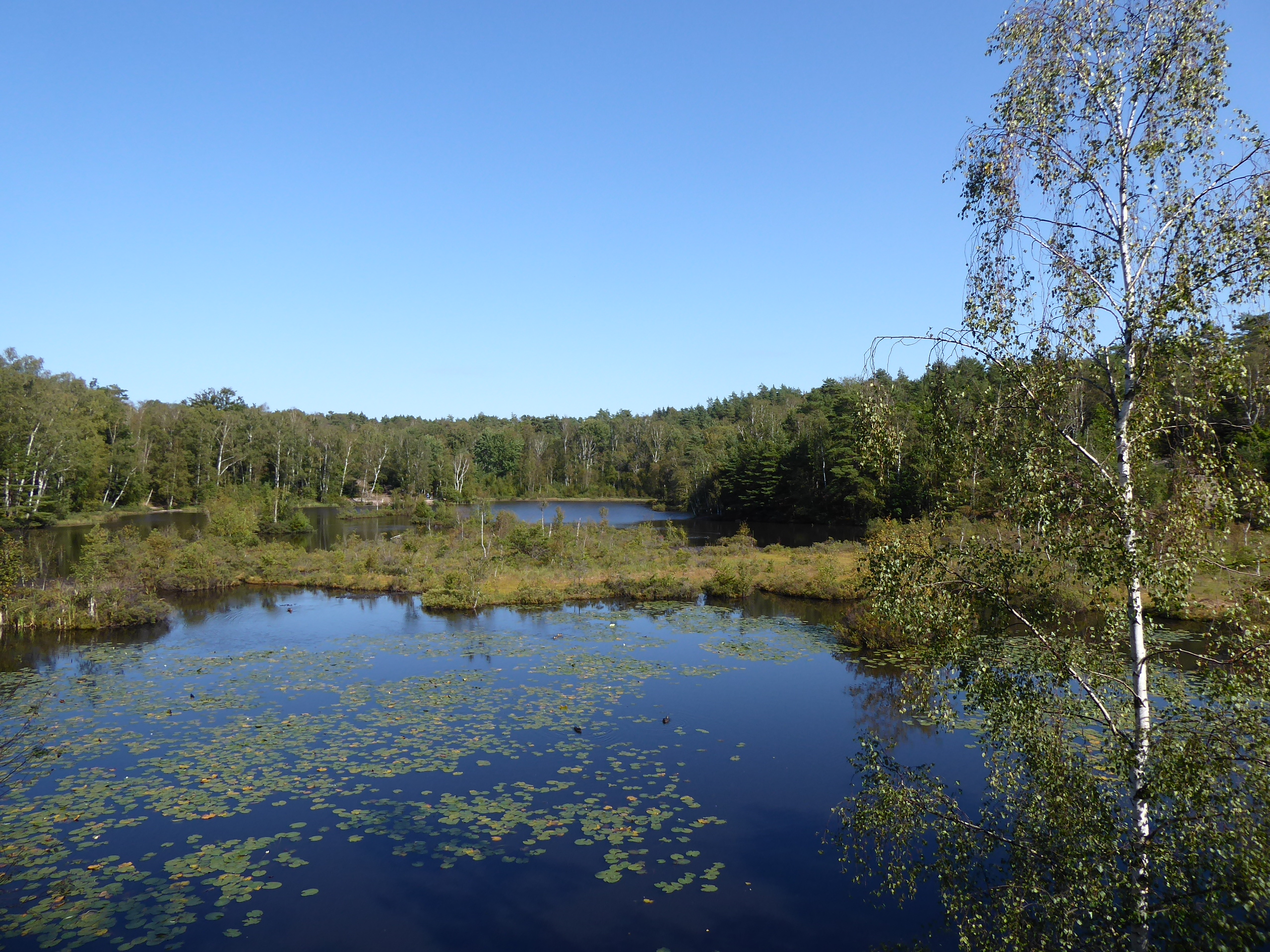
Axlemossen söderifrån den 2 september 2021.
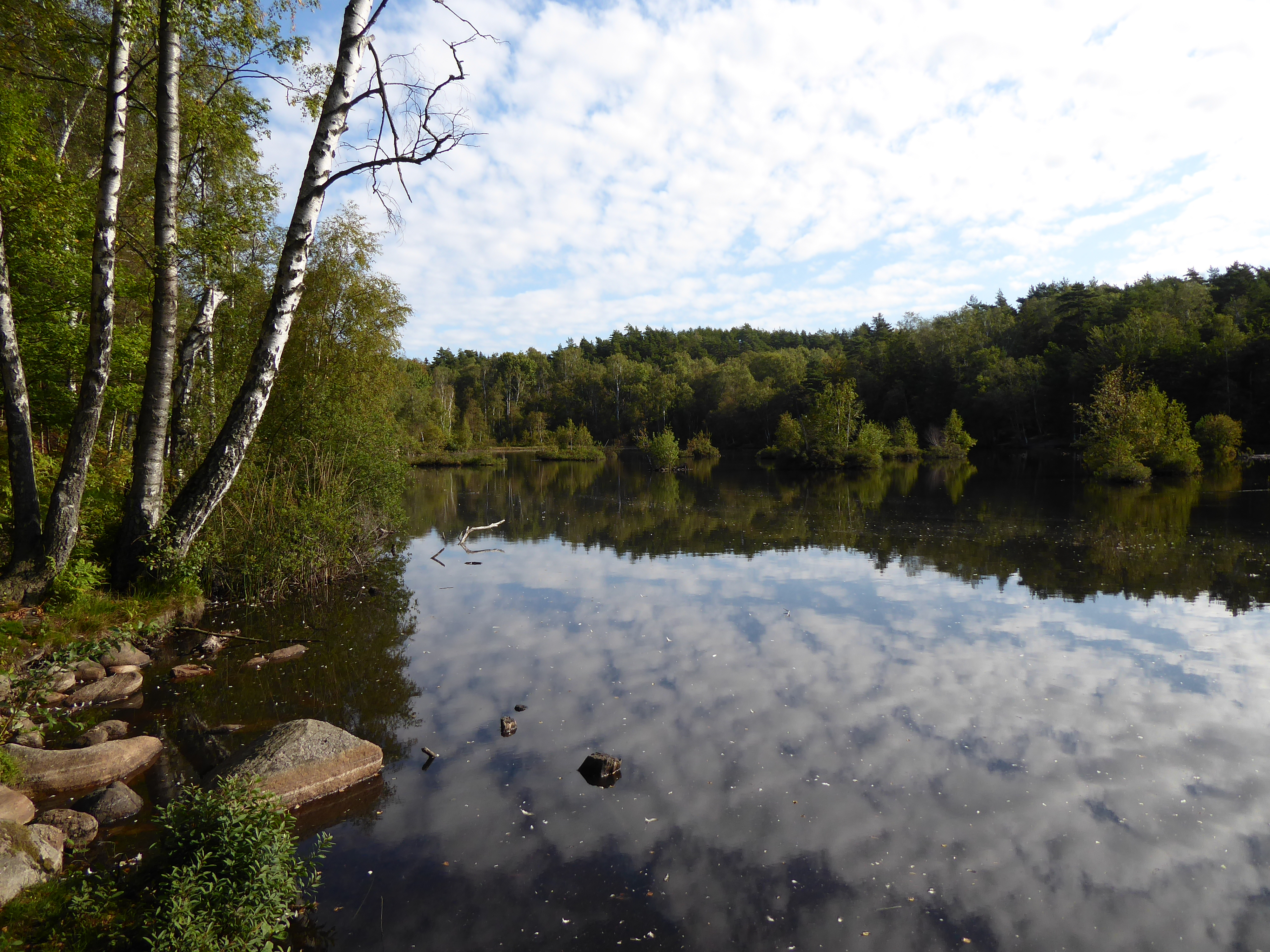
Axlemossen från sydväst den 2 september 2021.
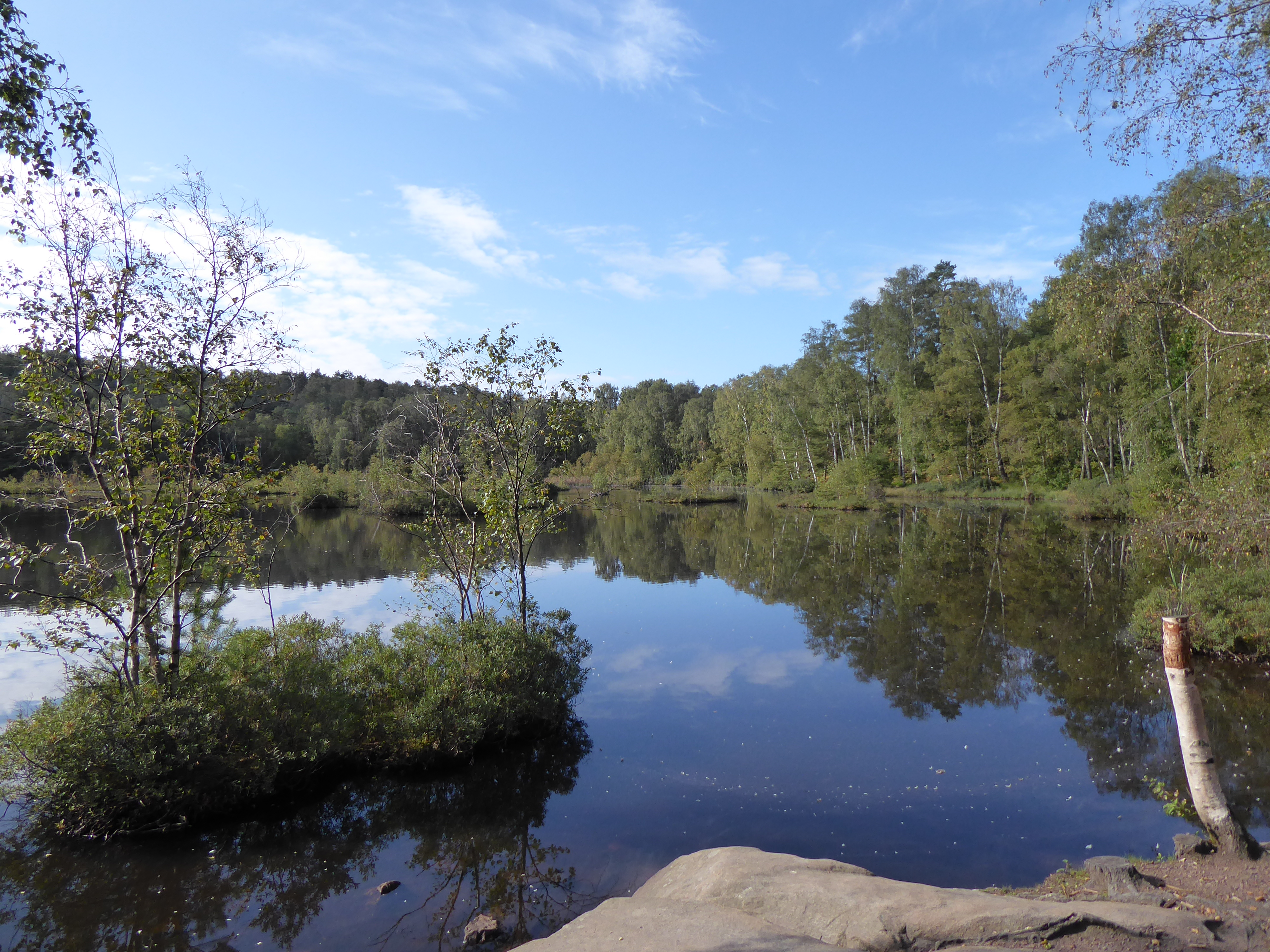
Axlemossen västerifrån den 2 september 2021.